# 제주국제장애인인권영화제
제주국제장애인인권영화제 (International Disabled People's Human Rights Film Festival In Jeju, IDHFF)는 2000년 처음 개최된 대한민국 최초의 장애인 인권을 주제로 한 비경쟁 영화제이다. 이 영화제에서는 매년 공모를 통해 영화제작비(사전제작)를 지원하여 장애인영상가들의 활동영역을 확보해주고, 해외교류를 통한 해외 장애인인권영화를 상영하여 국내에 소개한다. 이 영화제는 (사)제주장애인연맹(제주DPI)이 주최가 되어 매년 개최된다.